# Sânvăsii, Mureș
Sânvăsii (în maghiară Nyárádszentlászló, în traducere Sfântul Ladislau de Niraj) este un sat în comuna Gălești din județul Mureș, Transilvania, România.

## Monumente
- Biserica unitariană din Sânvăsii

## Imagini

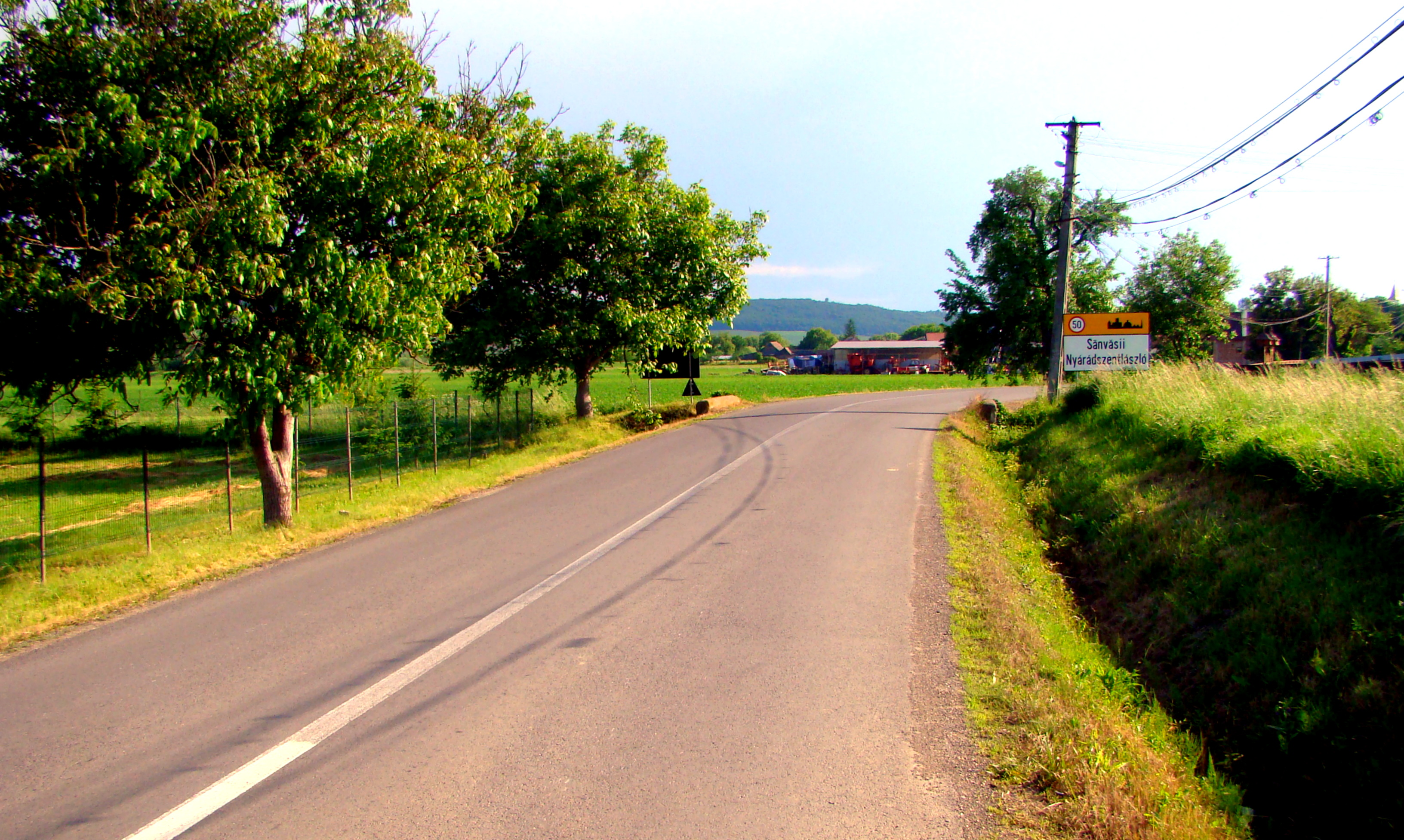
Intrarea în localitate
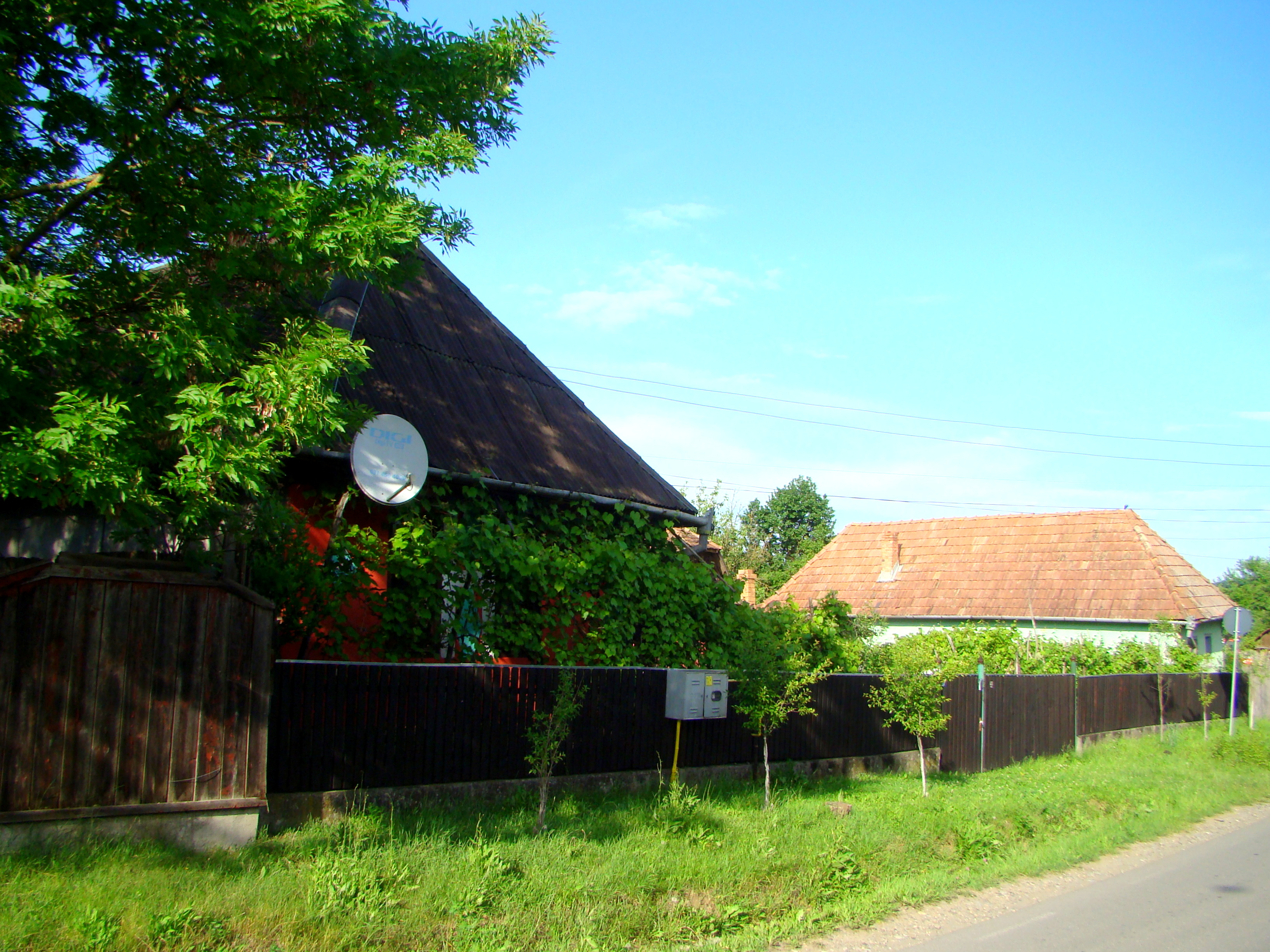
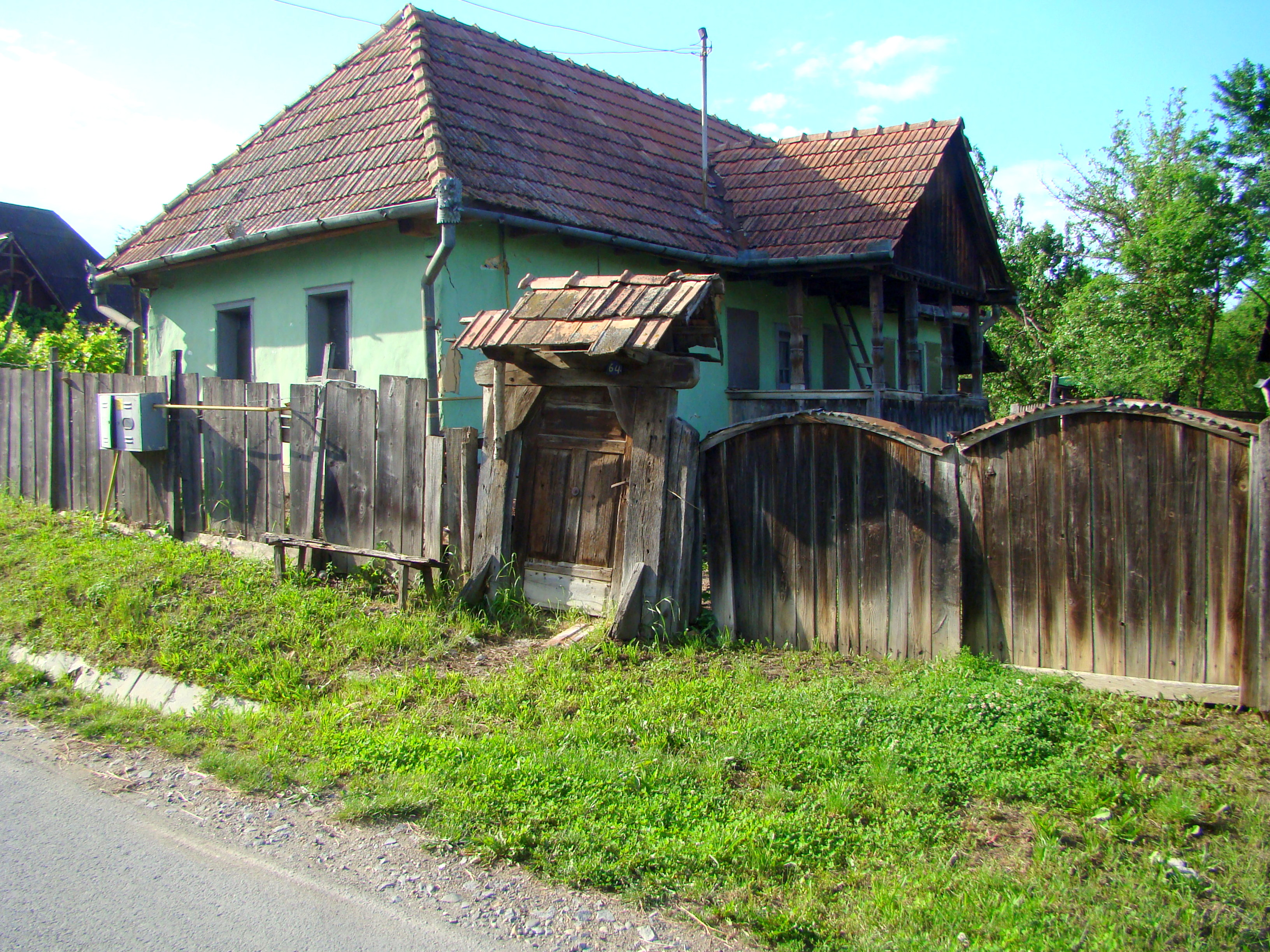
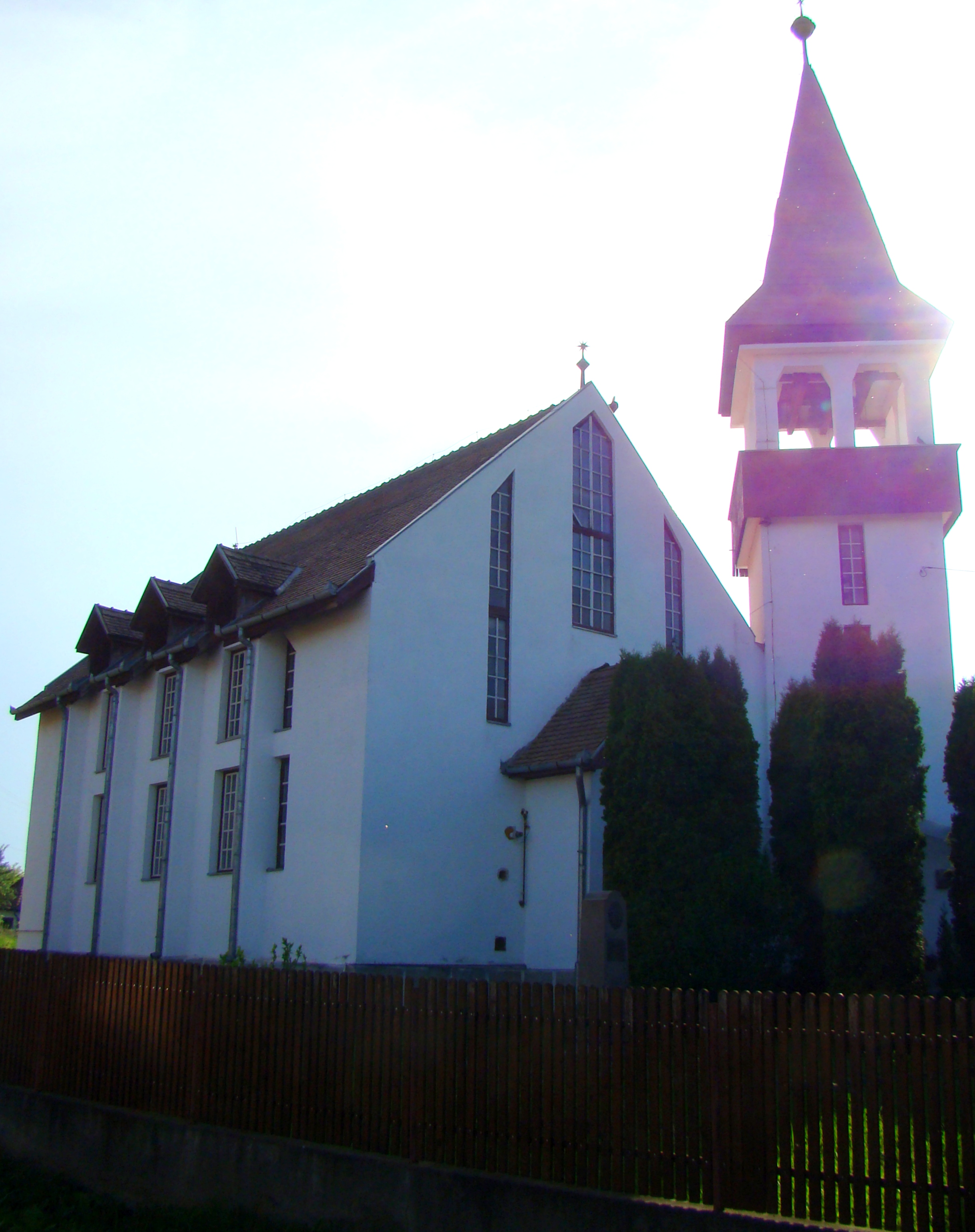
Biserica reformată
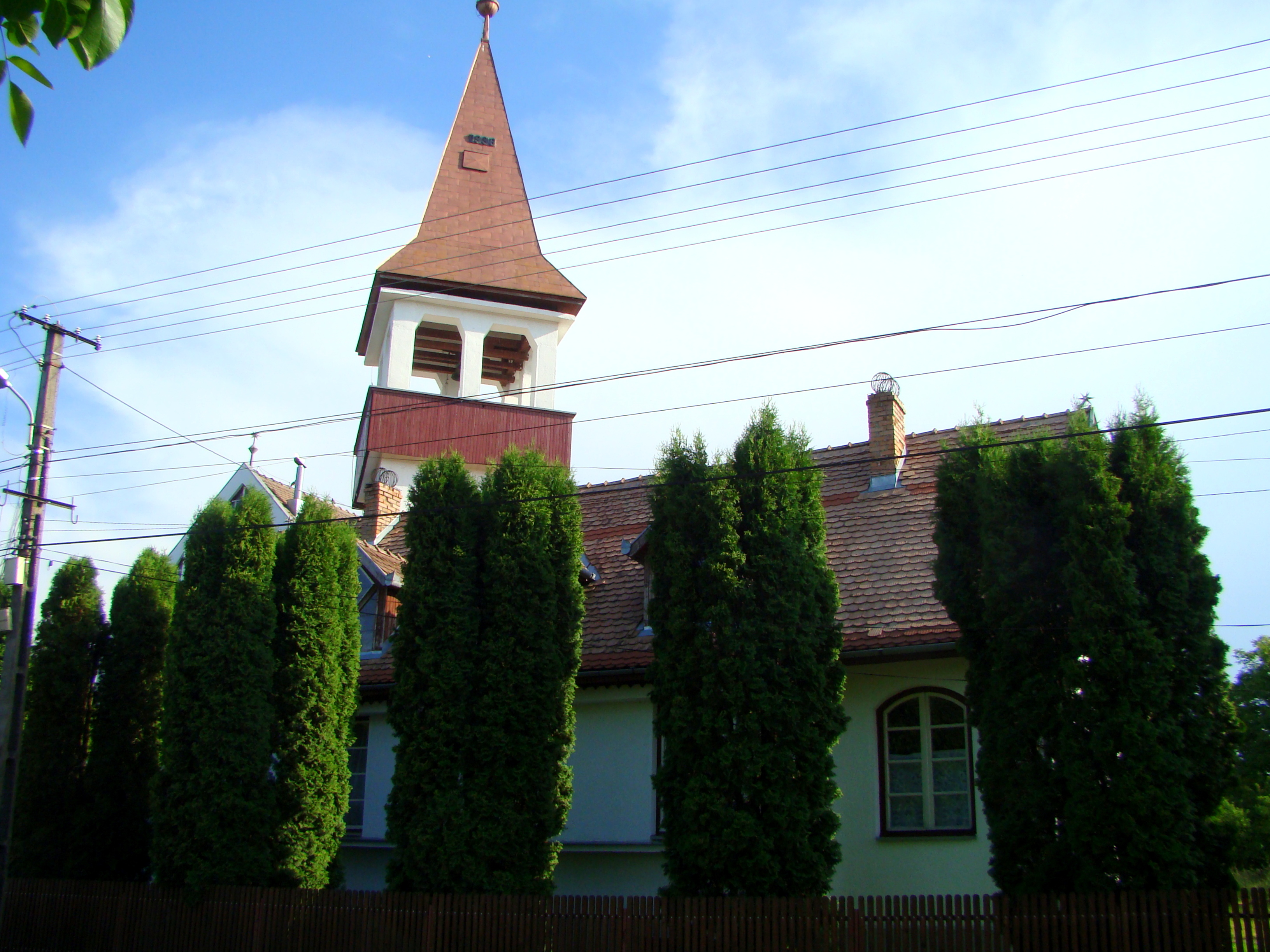
Biserica reformată
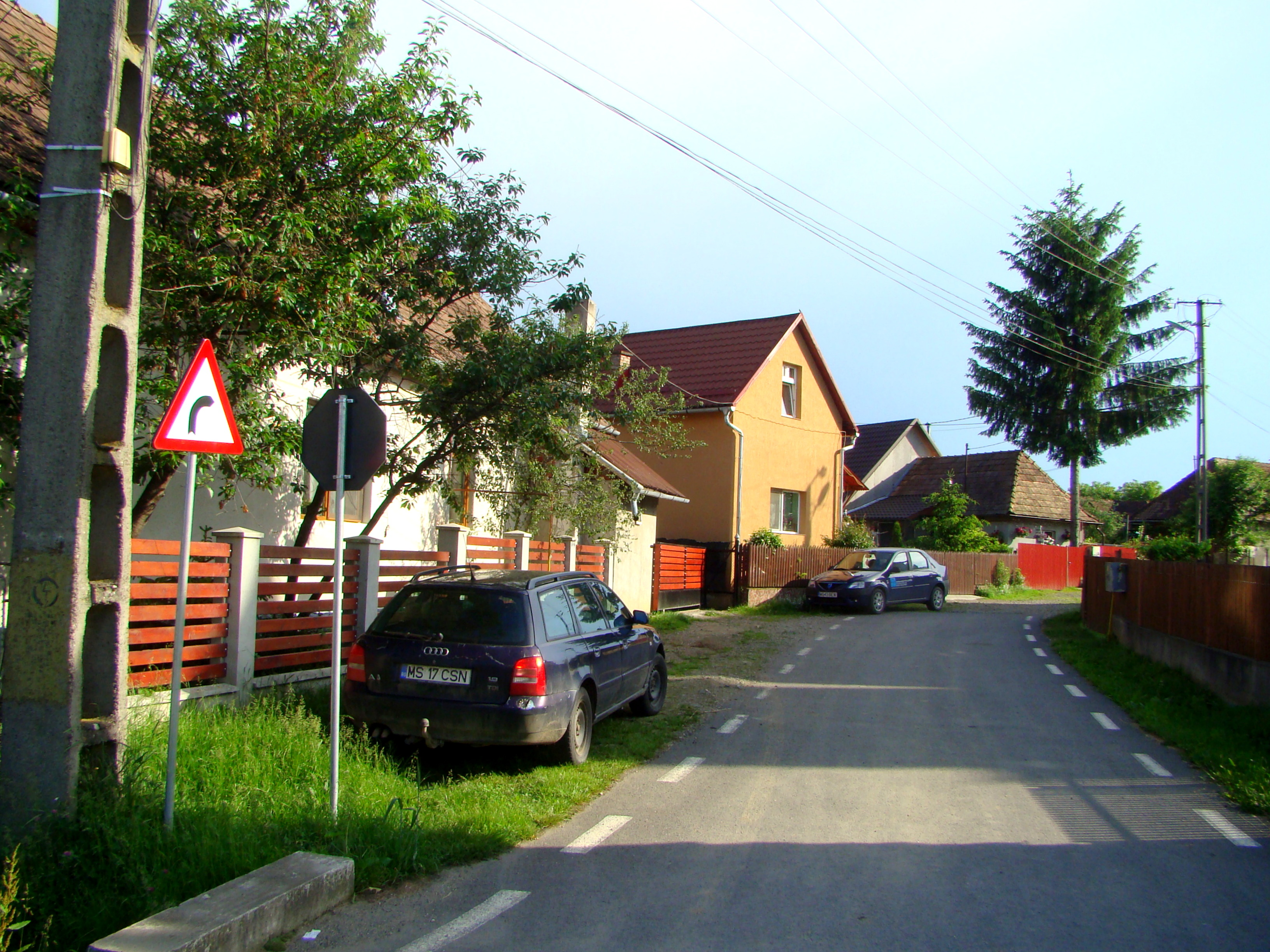
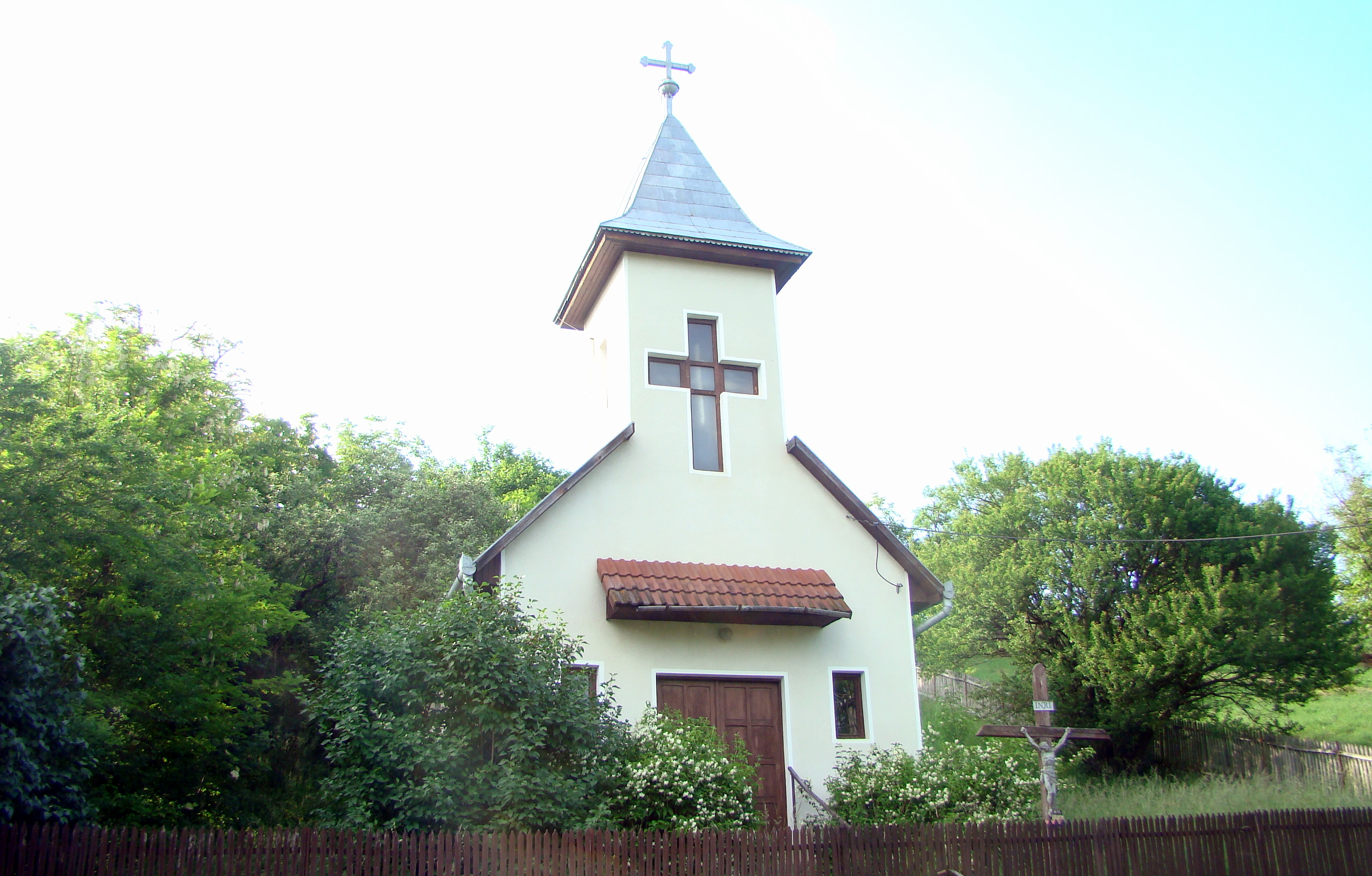
Biserica romano-catolică
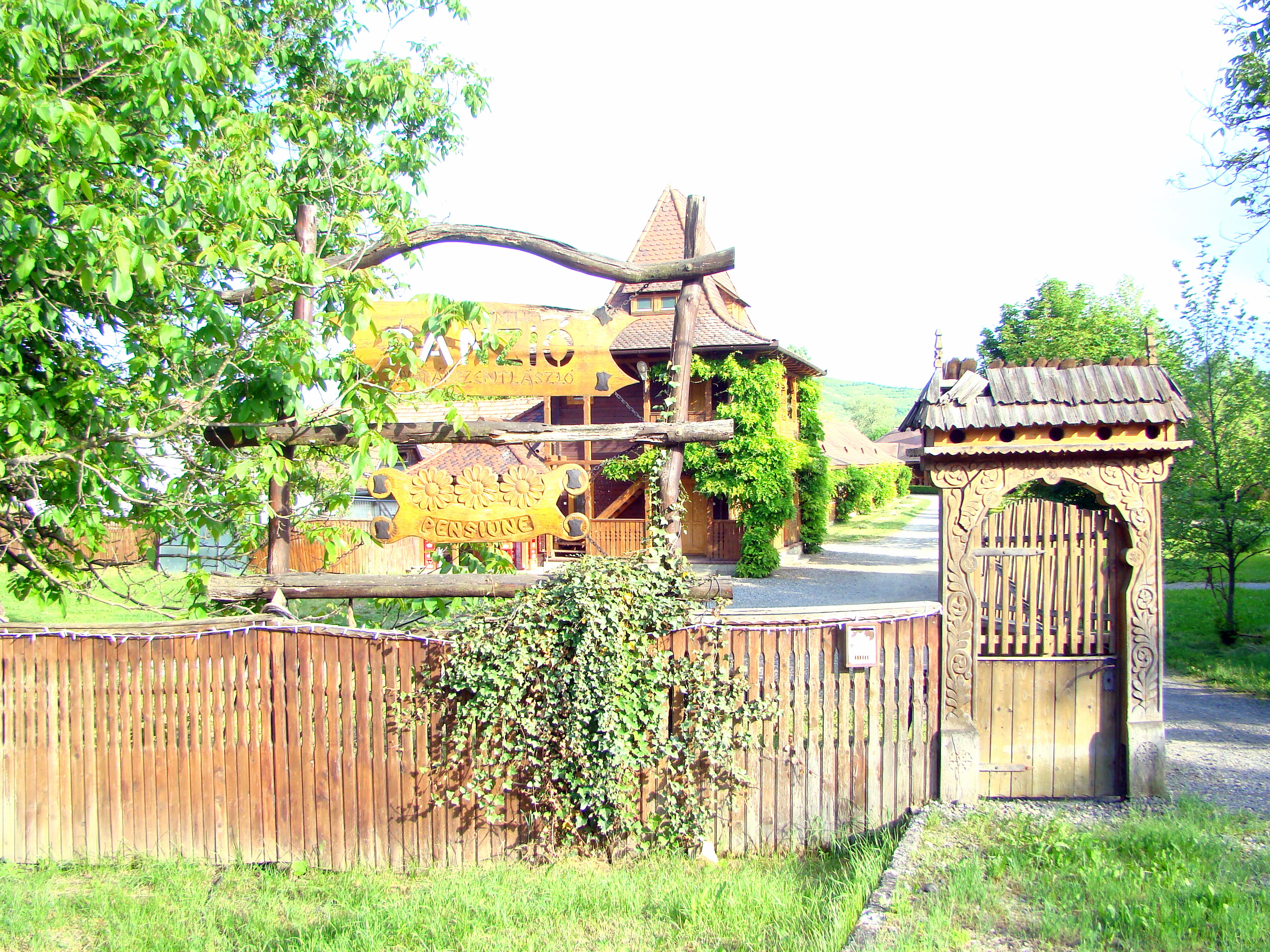
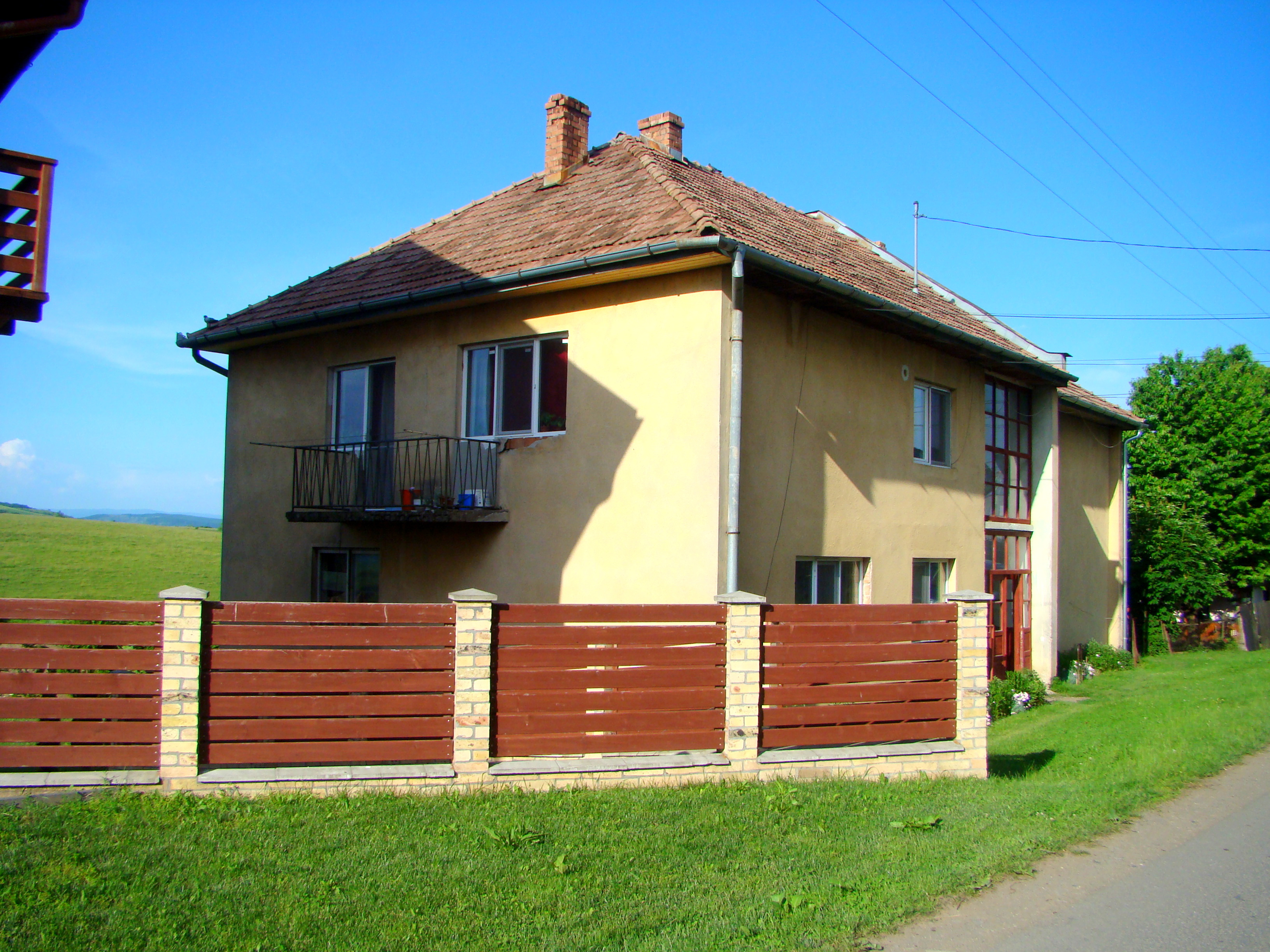
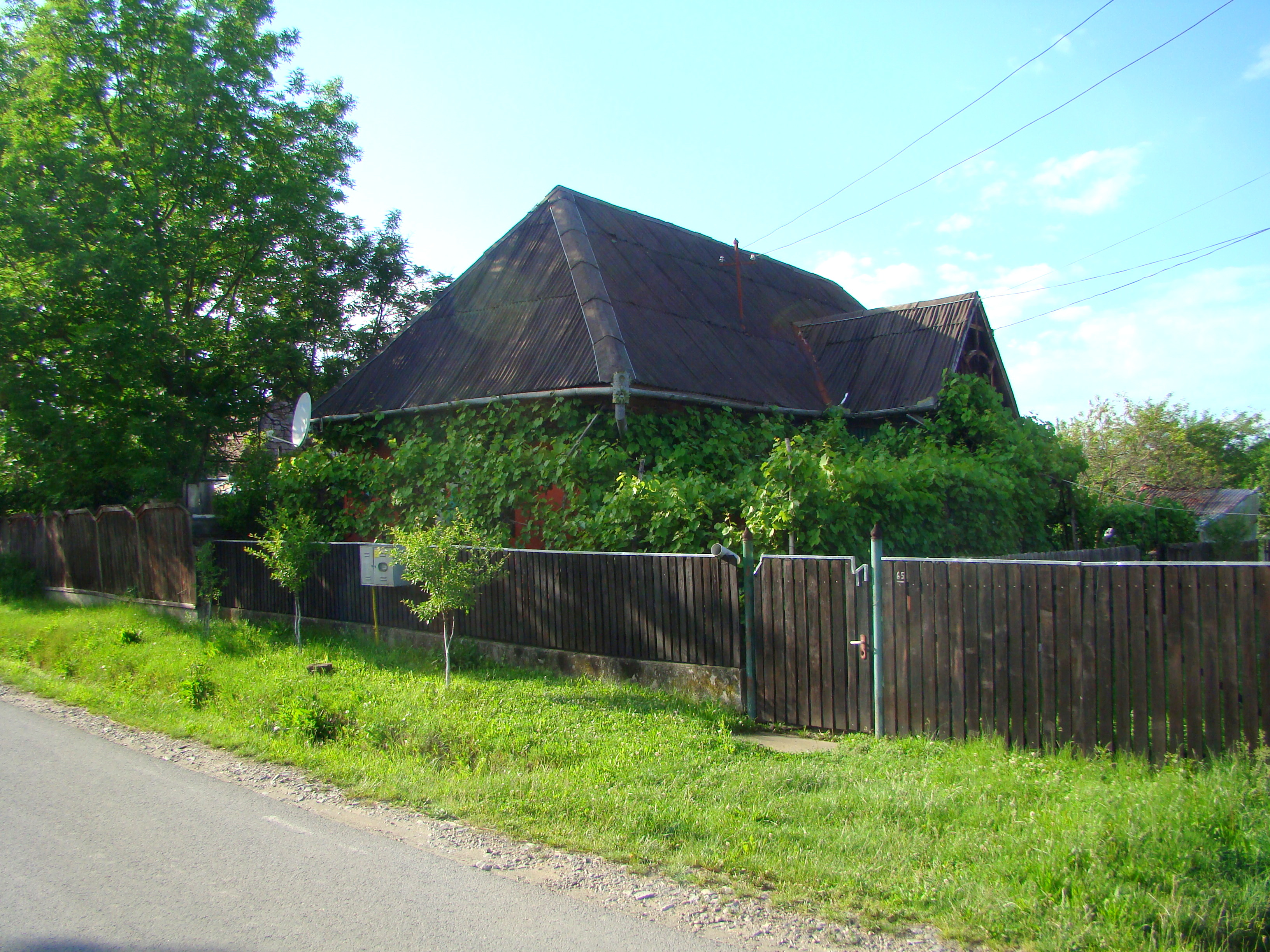
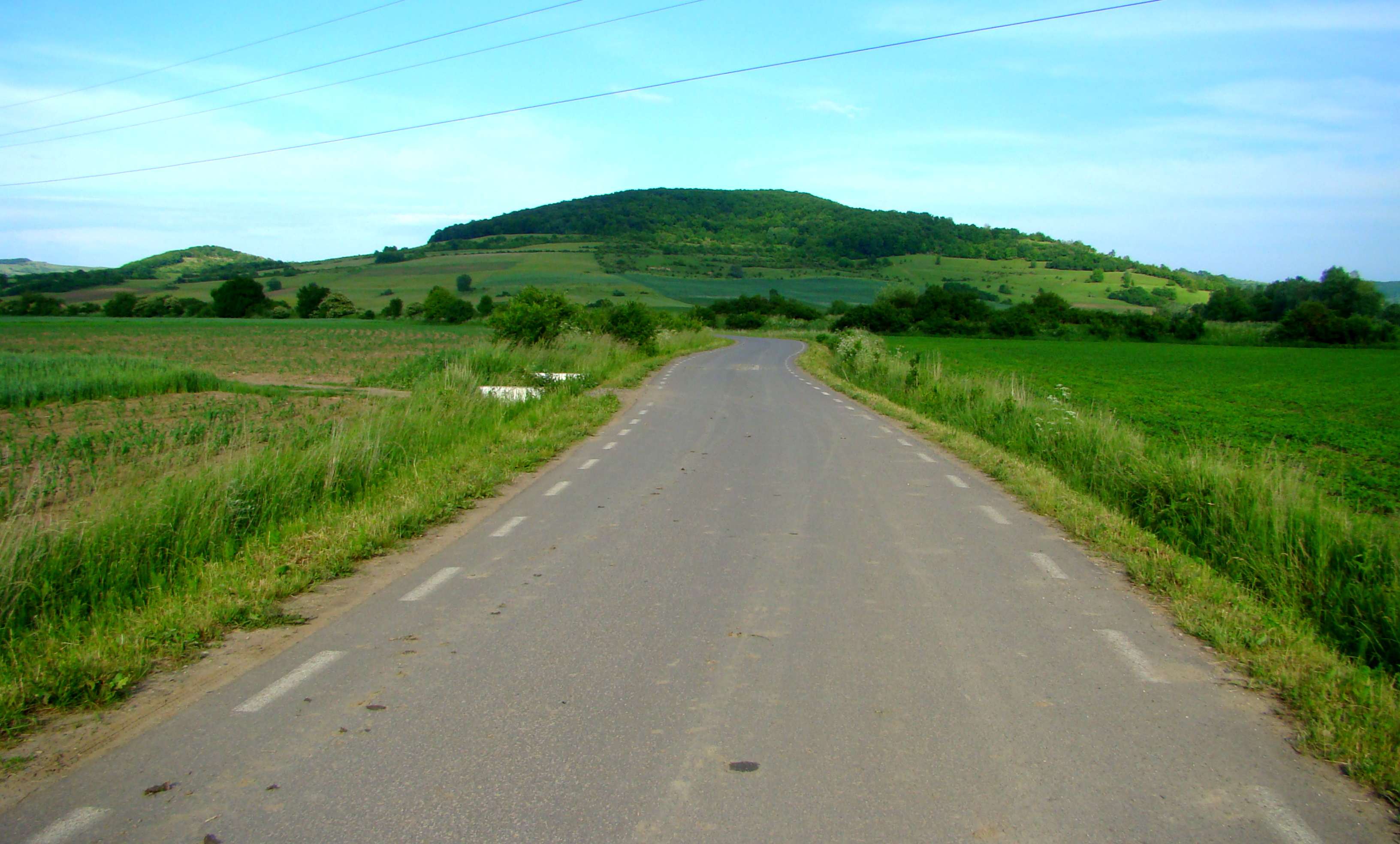
Drumul Sânvăsii-Adrianu Mic
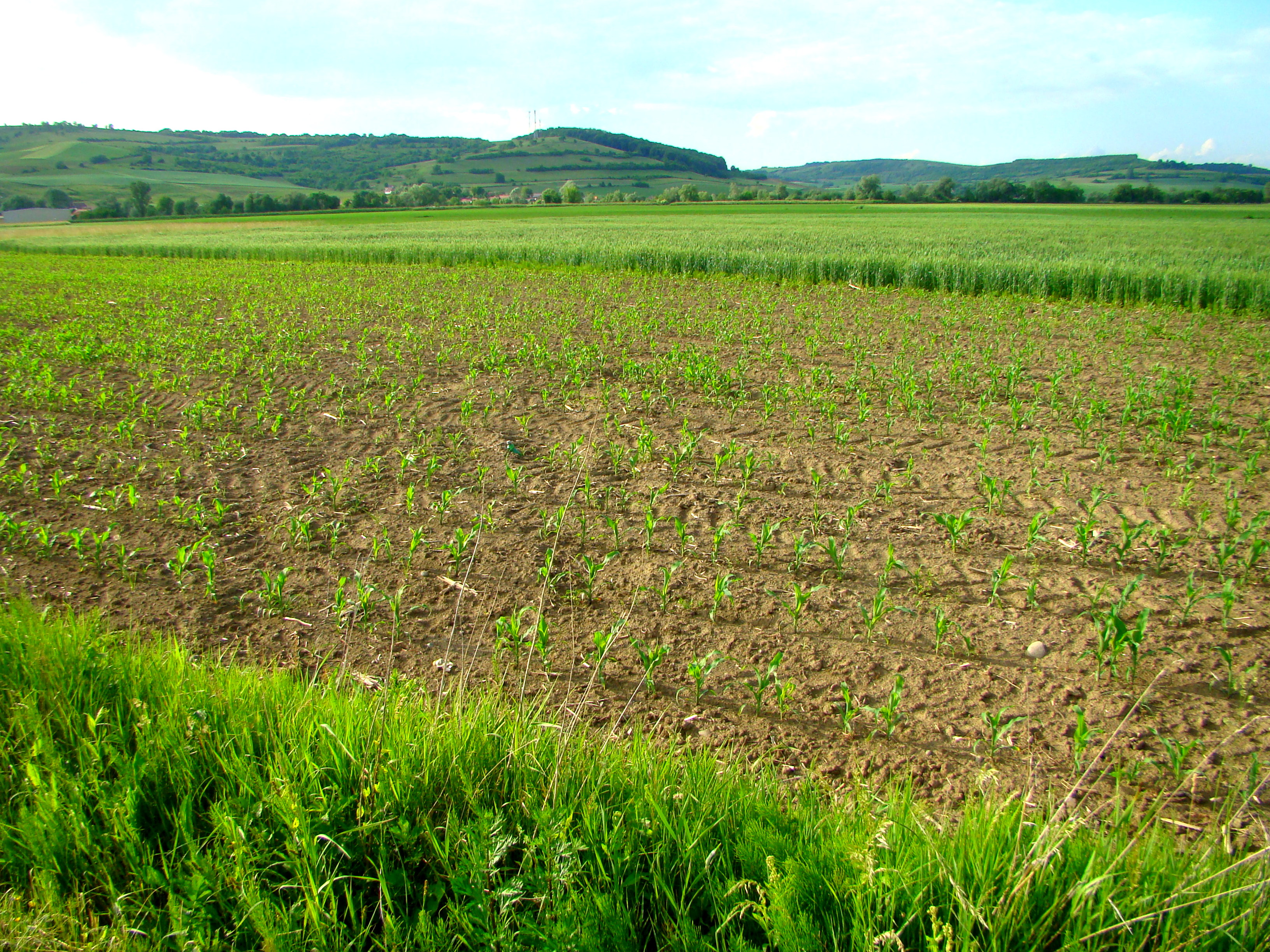